# دوري السوبر الصيني 2015
الدوري الصيني الممتاز 2015 (بالصينية: 2015年中国足球超级联赛) هو الموسم 56 من  الدوري الصيني الممتاز. أقيم خلال الفترة 7 مارس 2015 وحتى 31 أكتوبر 2015، وأشرف على تنظيمه الاتحاد الآسيوي لكرة القدم، وكان عدد الأندية المشاركة فيه  16، وفاز فيه غوانغجو إفرغراند تاوباو.